# Diocesi di Reperi
La diocesi di Reperi (in latino: Dioecesis Reperitana) è una sede soppressa e sede titolare della Chiesa cattolica.

## Storia
Reperi, nell'odierna Algeria, è un'antica sede episcopale della provincia romana della Mauritania Cesariense.
Unico vescovo conosciuto di questa diocesi africana, non attestata da nessun'altra fonte antica, è Gelliano, il cui nome appare al 70º posto nella lista dei vescovi della Mauritania Cesariense convocati a Cartagine dal re vandalo Unerico nel 484; Gelliano, come tutti gli altri vescovi cattolici africani, fu condannato all'esilio.
Dal 1933 Reperi è annoverata tra le sedi vescovili titolari della Chiesa cattolica; l'attuale vescovo titolare è George James Rassas, già vescovo ausiliare di Chicago.

## Cronotassi

### Vescovi residenti
- Gelliano † (menzionato nel 484)

### Vescovi titolari
- James Martin Hayes † (5 febbraio 1965 - 22 giugno 1967 nominato arcivescovo di Halifax)
- Daniel-Joseph-Louis-Marie Pézeril † (30 settembre 1967 - 23 aprile 1998 deceduto)
- Antonieto Dumagan Cabajog (13 gennaio 1999 - 21 aprile 2001 nominato vescovo di Surigao)
- Juan Manuel Mancilla Sánchez (23 maggio 2001 - 8 novembre 2005 nominato vescovo di Ciudad Obregón)
- George James Rassas, dal 1º dicembre 2005